# Eishockey-Eredivisie (Niederlande) 1982/83
Die Saison 1982/83 war die 23. Spielzeit der Eredivisie, der höchsten niederländischen Eishockeyspielklasse. Meister wurden zum insgesamt siebten Mal in der Vereinsgeschichte die Heerenveen Flyers.

## Modus
In der Hauptrunde absolvierte jede der vier Mannschaften insgesamt zwölf Spiele. Der Erstplatzierte der Hauptrunde wurde Meister. Für einen Sieg erhielt jede Mannschaft zwei Punkte, bei einem Unentschieden gab es einen Punkt und bei einer Niederlage null Punkte.

## Hauptrunde

### Tabelle
|    | Klub               | Sp | S | U | N | T  | GT | Punkte |
| -- | ------------------ | -- | - | - | - | -- | -- | ------ |
| 1. | Heerenveen Flyers  | 12 | 9 | 2 | 1 | 78 | 40 | 20     |
| 2. | Nijmegen Tigers    | 12 | 8 | 1 | 3 | 69 | 35 | 17     |
| 3. | H.H.IJ.C. Den Haag | 12 | 2 | 2 | 8 | 53 | 73 | 6      |
| 4. | Tilburg Trappers   | 12 | 2 | 1 | 9 | 31 | 83 | 5      |

Sp = Spiele, S = Siege, U = Unentschieden, N = Niederlagen